# Marthasterias glacialis
La estrella espinosa común (Marthasterias glacialis) es la única especie del género Marthasterias de equinodermo asteroideo de la familia Asteriidae. Habita en el este del Océano Atlántico.

## Taxonomía
Fue descrita científicamente en 1758 por Carlos Linneo en la 10.ª edición de su obra Systema naturæ, donde fue incluida dentro del género Asterias. En 1878 Jullien describió el nuevo género Marthasterias, al cual designó como especie tipo la nueva especie Marthasterias foliacea Jullien, 1878. Esta especie es considera actualmente un sinónimo de M. glacialis.
Comprende dos formas:
- Marthasterias glacialis f. africana (Müller & Troschel, 1842)
- Marthasterias glacialis f. rarispina H.L. Clark, 1923

## Galería de imágenes

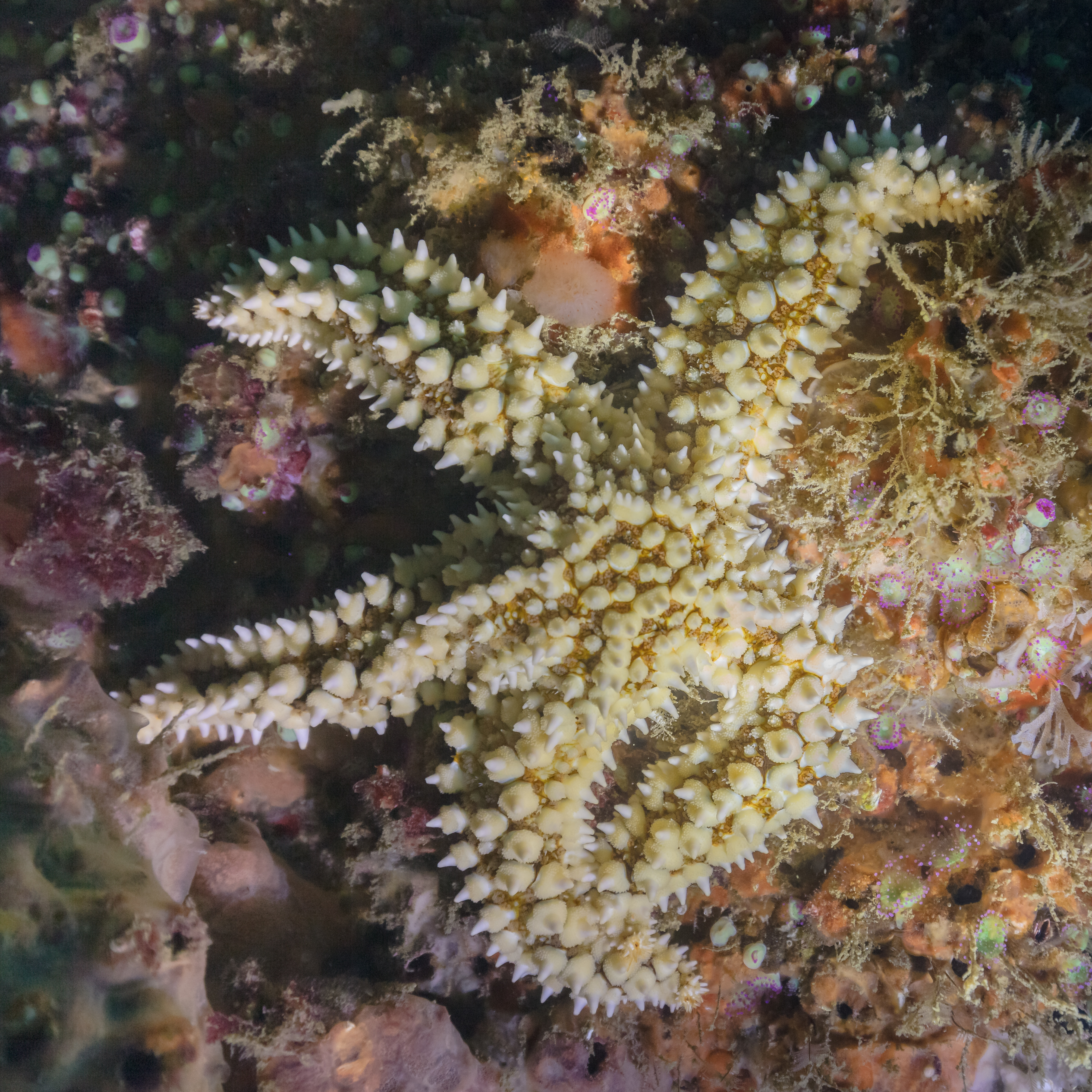
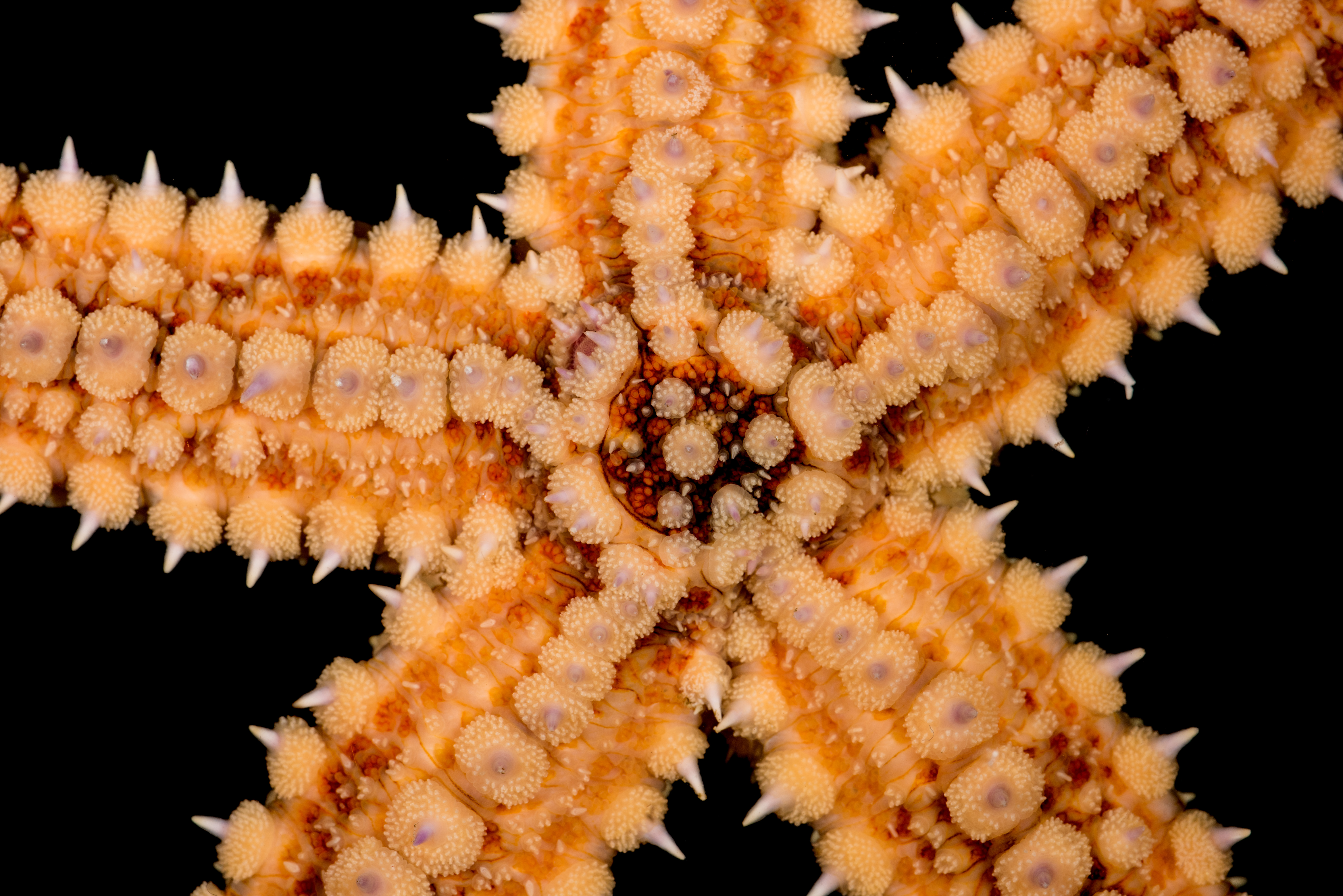
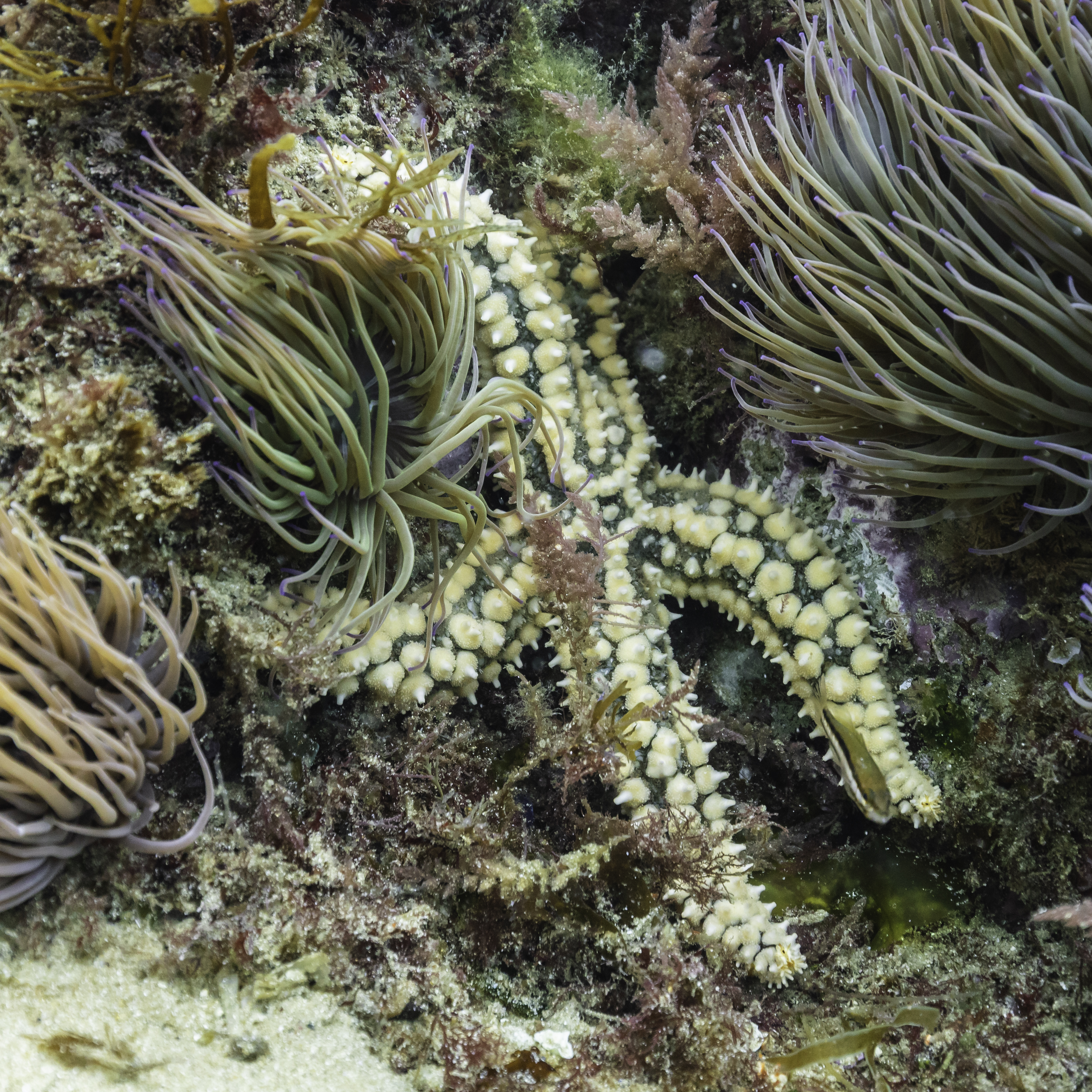
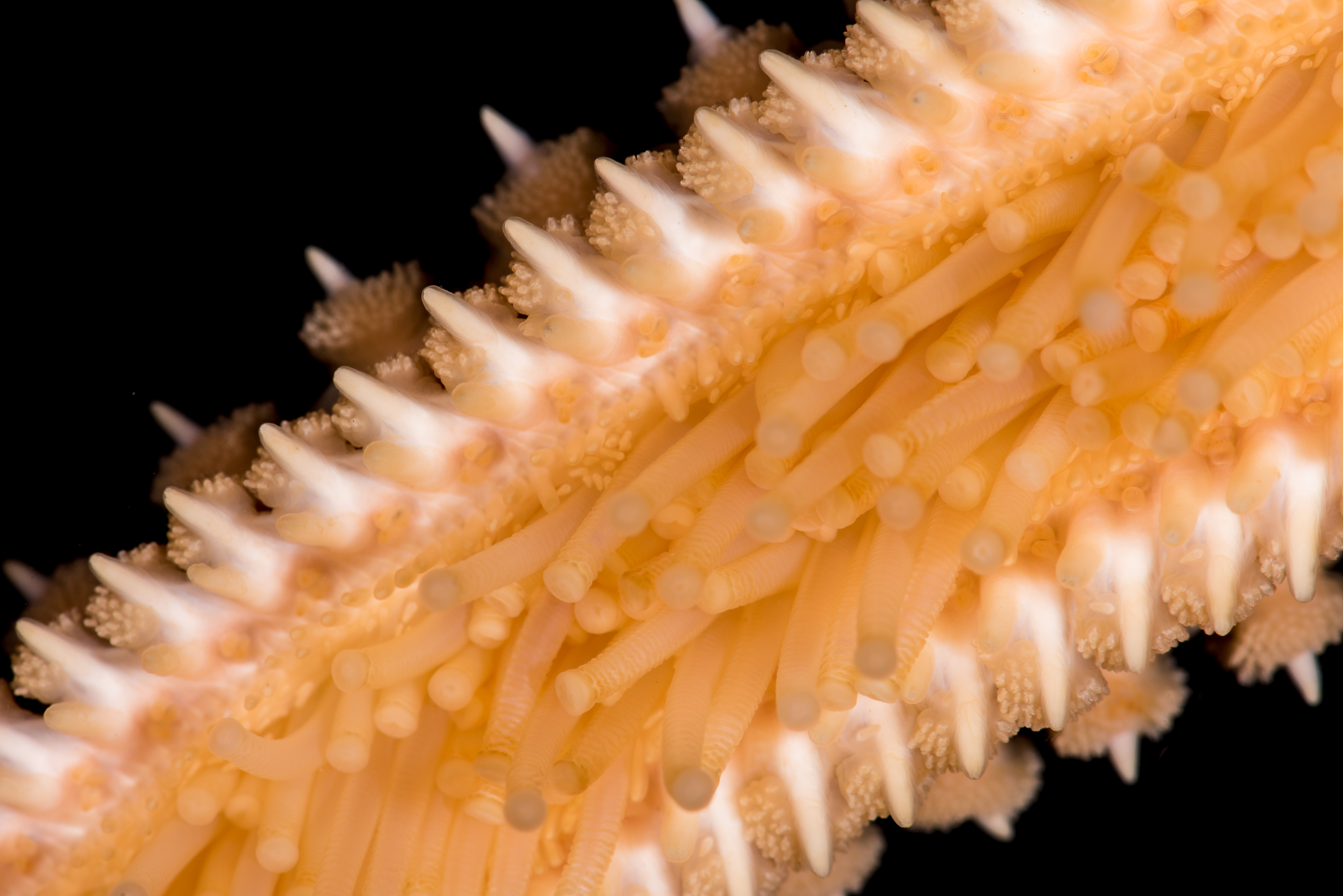
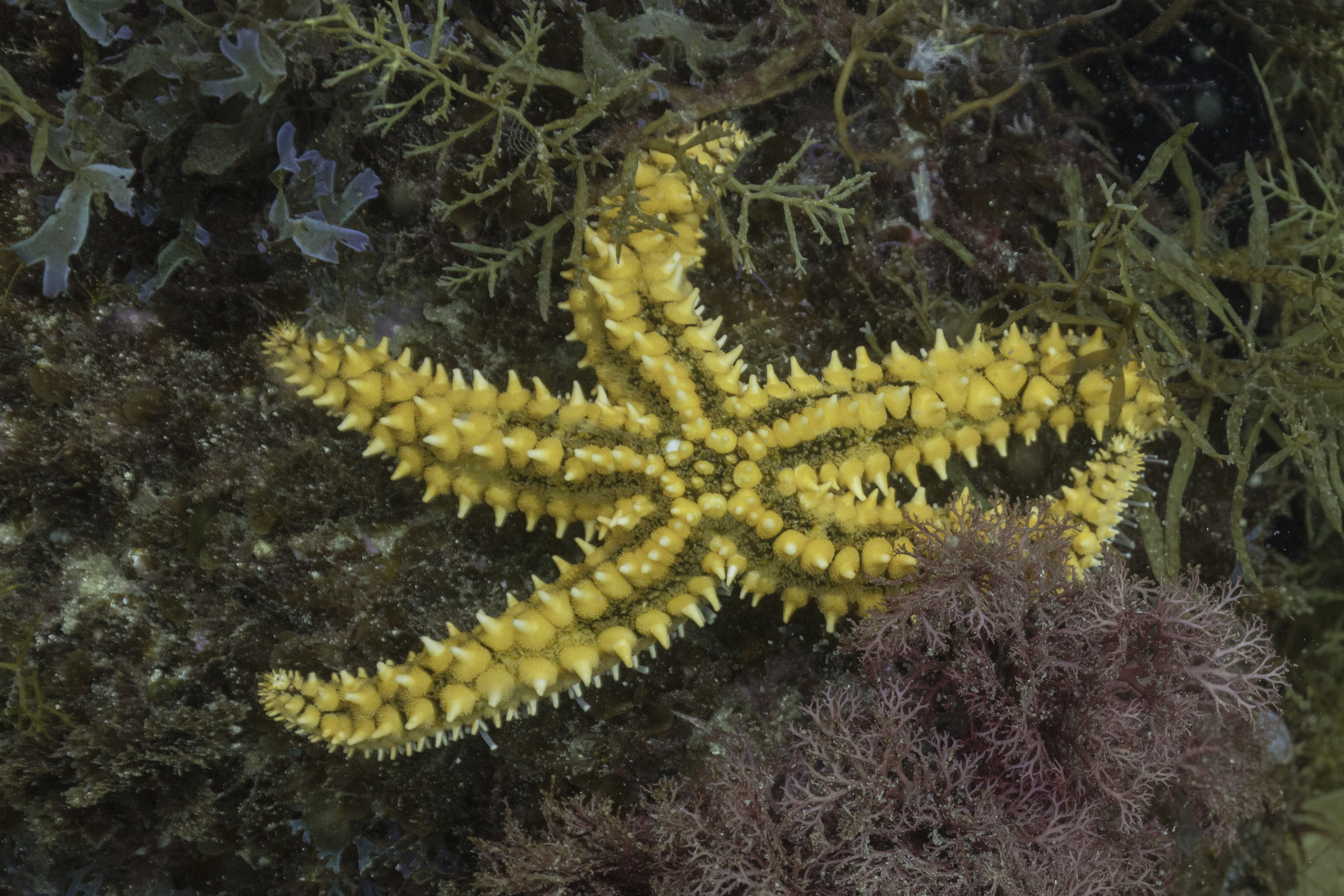
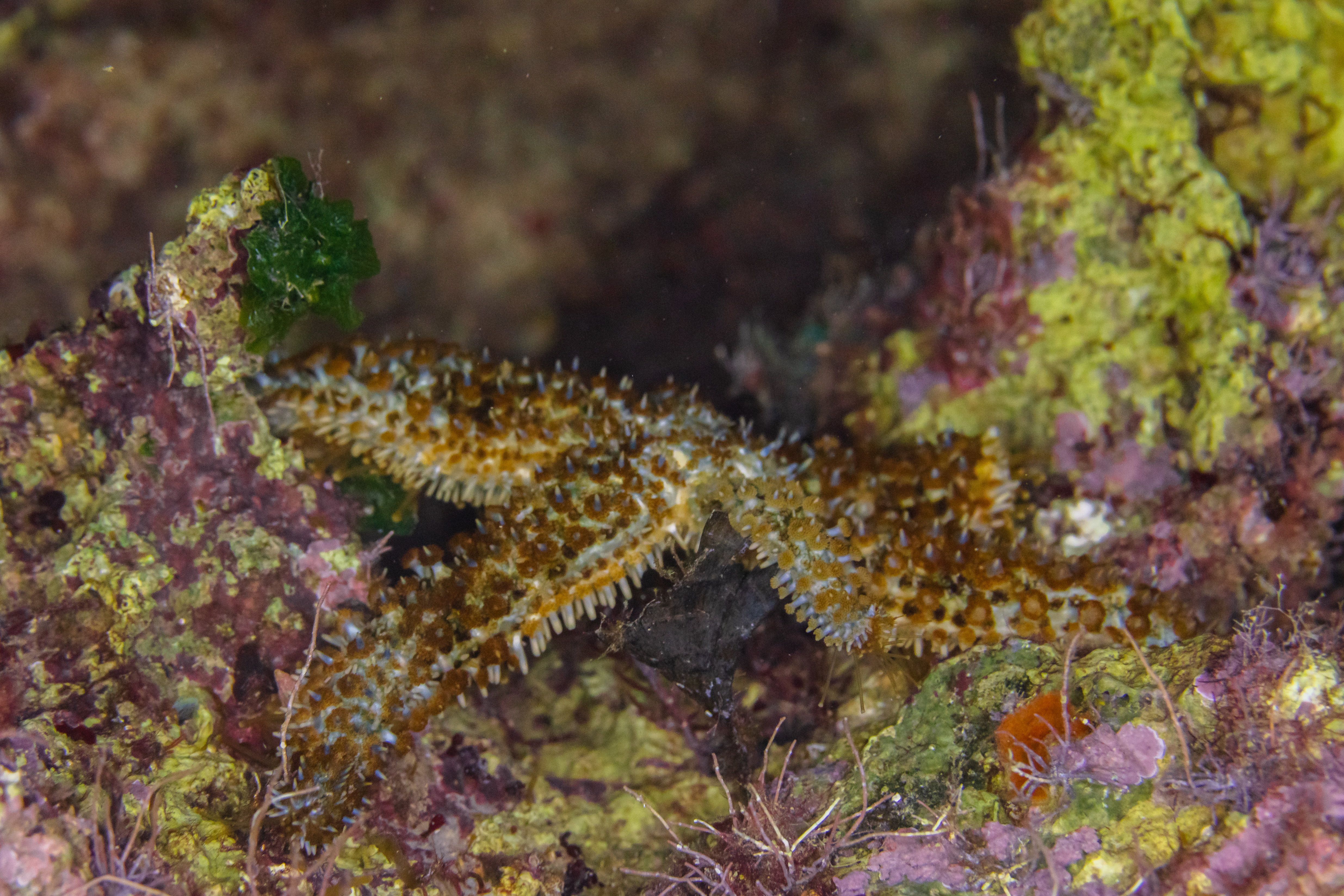
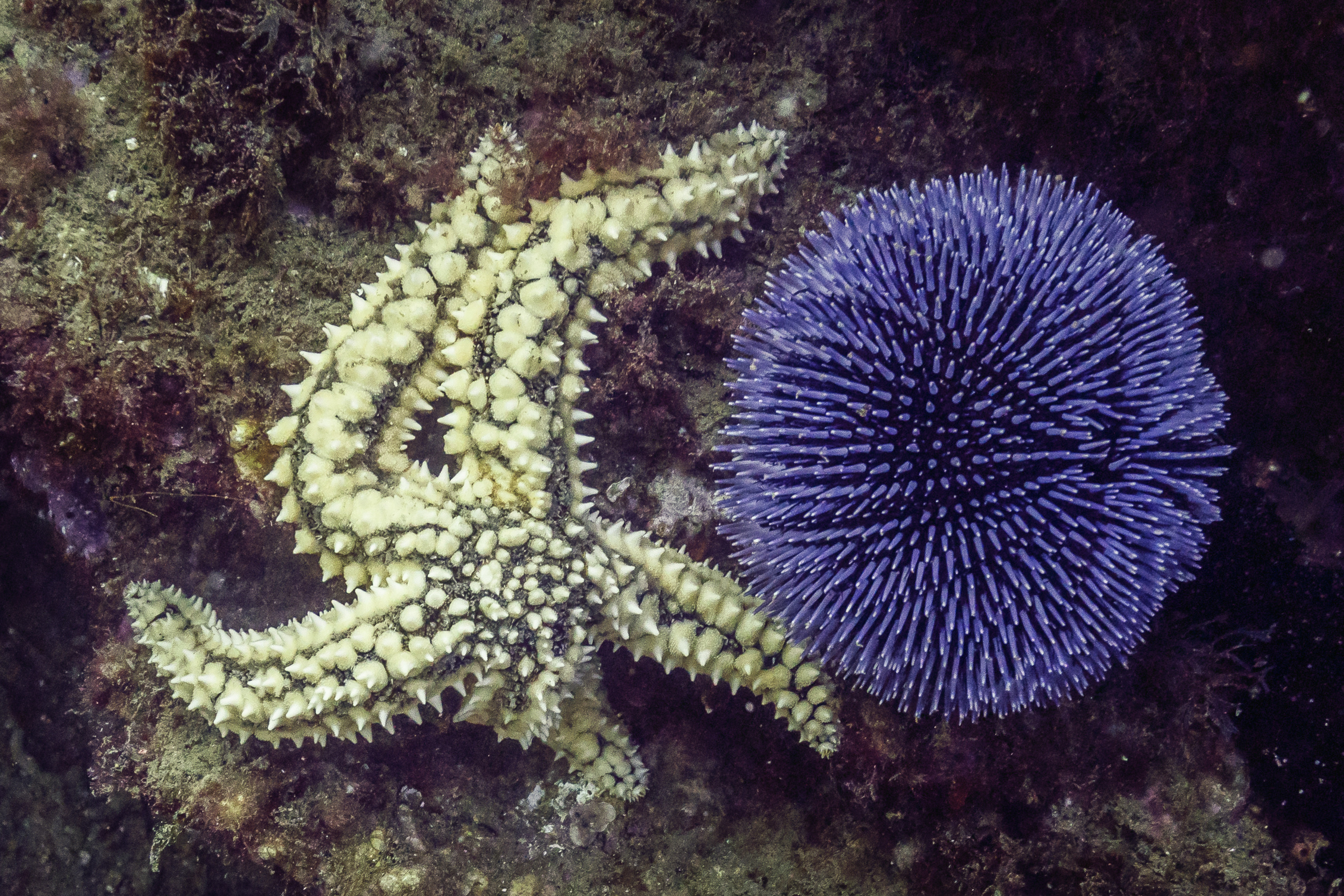